# Bodufinolhu (Alif Dhaal)
Pour les articles homonymes, voir Bodufinolhu.
Bodufinolhu est une petite île inhabitée des Maldives.

## Géographie
Bodufinolhu est située dans le centre des Maldives, au Sud-Ouest de l'atoll Ari, dans la subdivision de Alif Dhaal. 